# Xenylla malayana
Xenylla malayana är en urinsektsart som beskrevs av John Tenison Salmon 1951. Xenylla malayana ingår i släktet Xenylla och familjen Hypogastruridae. Inga underarter finns listade i Catalogue of Life.